# 남양주신촌초등학교
남양주신촌초등학교는 대한민국 경기도 남양주시에 있는 공립 초등학교이다.

## 학교 연혁
- 2002 남양주신촌초등학교 설립인가(42학급)
- 2005.03.01 초대 김용환 교장 부임
- 2005.03.01 일반 42학급외 특별교실 건축 완료
- 2005.03.02 개교식 및 시업식(일반학급 7학급)
- 2005.03.02 입학식(1학년 2학급 45명)
- 2005.03.08 남양주신촌초등학교 병설유치원 입학식 1학급(35명)
- 2005.05.06 개교기념일
- 2005.09.01 23학급 편성
- 2006.02.17 제1회 졸업식(남자:42, 여자:56)
- 2006.03.02 28학급 편성
- 2006.07.11 도서관 개관
- 2007.02.09 제2회 졸업식(남:85, 여:94) 및 병설유치원 졸업식(2회)
- 2007.03.02 38학급 편성
- 2007.10.25 학년별 학예발표회
- 2008.02.14 제3회 졸업식(남:88, 여:94) 및 병설유치원 졸업식(3회)
- 2008.03.02 41학급 편성
- 2009.02.13 제4회 졸업식(남:110, 여:106) 및 병설유치원 졸업식(4회)
- 2009.03.01 제2대 김종구 교장 부임
- 2009.03.02 44학급 편성
- 2010.02.11 제5회 졸업식(남:108, 여:137) 및 병설유치원 졸업식(5회)
- 2010.03.02 45학급 편성
- 2011.02.16 제6회 졸업식(남:113, 여:105) 및 병설유치원 졸업식(6회)
- 2011.03.02 46학급 편성
- 2012.02.15 제7회 졸업식(남:115, 여:118) 및 병설유치원 졸업식(6회)
- 2013.02.20 제8회 졸업식(남:115, 여:116) 및 병설유치원 졸업식(7회)
- 2013.03.01 제3대 박광석 교장 부임
- 2013.03.04 46학급 편성
- 2014.02.11 병설유치원 제9회 졸업식
- 2014.02.14 제9회 졸업식(남:117, 여:117, 계234명)
- 2014.03.01 45학급 편성(도움반 1학급)
- 2014.03.03 1학년 입학식(8학급) 225명 입학
- 2015.02.10 병설유치원 제10회 졸업식
- 2015.02.13 제10회 졸업식(남:109, 여:107, 계216명)
- 2015.03.01 45학급 편성(도움반 1학급)
- 2015.03.02 1학년 입학식(7학급) 220명 입학

## 참고 자료
- 남양주신촌초등학교 - 한국교육학술정보원 학교알리미